# 営電
営電株式会社（えいでん、英: EIDEN Co., Ltd.）は神奈川県川崎市に本社を置く電気機器メーカー。放送・通信機器や電子応用計測器の開発・製造・販売を行う。テレビ受像機の品質チェックを行うテスト用テレビ信号発生器の、日本国内におけるシェアは90%を越える。

## 主な製品
- 地上デジタル放送・衛星放送・アナログ放送用機器

変調器、フェージングシミュレータ、トランスミッションテスタ、TSデータ発生器など。ISDB-T、ATSC、DVB-T方式に対応。

## 沿革
- 1964年 - 日本特殊電子研究所として設立
- 1969年 - 営電株式会社に社名変更